# Irene Hochstetter-Lackner
Irene Hochstetter-Lackner (* 25. April 1973 in Leoben) ist eine Politikerin der Sozialdemokratischen Partei Österreichs (SPÖ).  Vom 9. November 2017 bis zum 22. Oktober 2019 war sie Abgeordnete zum österreichischen Nationalrat und von November 2019 bis März 2022 Vizebürgermeisterin der Stadt Villach.

## Leben
Irene Hochstetter-Lackner besuchte die Volksschule in Gaishorn und die Hauptschule in Trieben. Nach Abschluss der Handelsakademie in Liezen absolvierte sie eine Lehre als Mechanikerin. In den Jahren 1998 und 1999 besuchte sie die Sozialakademie der Arbeiterkammer Mödling.
Hochstetter-Lackner arbeitete bei der ÖBB und war seit 2005 als Bezirksstellenleiterin bei der Arbeiterkammer Villach und Hermagor beschäftigt. Zwischen 1997 und 2017 war sie Gemeinderätin in Villach, wobei sei 2012 und 2013 die Funktion einer Stadträtin bekleidete. Am 9. November 2017 wurde sie im österreichischen Nationalrat angelobt. Nach der Nationalratswahl 2019 schied sie aus dem Nationalrat aus. Anfang November 2019 folgte sie Petra Oberrauner als Erste Vizebürgermeisterin der Statutarstadt Villach nach, wobei sie die Referate „Bildung“ sowie „Nachhaltigkeit, Energie und Klimaschutz“ übernahm. Sie bekleidete dieses Amt bis März 2022, dann wechselte sie zurück in die Arbeiterkammer, wo sie in Nachfolge von Gerwin Müller das Amt der stellvertretenden Direktorin der Arbeiterkammer Kärnten übernahm. Ihre Nachfolgerin als Vizebürgermeisterin wurde Sarah Katholnig. Der Villacher Kommunalpolitik blieb Irene Hochstetter-Lackner als Gemeinderätin und stellvertretende Klubobfrau der SPÖ verbunden.